# Gare de La Macta
La gare de La Macta, est une ancienne gare ferroviaire algérienne située dans la commune de Mers El Hadjadj, dans la wilaya d'Oran.

## Situation ferroviaire
Établie à une altitude de 4,510 m, la gare est située au point kilométrique (PK) 58,900 de la ligne d'Oran à Kenadsa, où elle est précédée de l'ancienne gare de Mers El Hadjadj et suivie de la gare de Oued Tinn. En outre, elle est la gare origine de l'ancienne ligne de La Macta à Trumelet où elle est suivie de la gare de Aïn Nouïssy.

## Histoire
La gare est mise en service le 28 septembre 1879 lors de l'ouverture de l'ancienne ligne à voie étroite de 1 055 mm d'Arzew à Saïda où elle était précédée de l'ancienne gare de Port-aux-Poules (gare de Mers El Hadjadj) et suivie de la gare de  Oued Tinn. Le 20 septembre 1908, elle devient la gare origine de la ligne de La Macta à Trumelet, après son prolongement de Mostaganem à La Macta, où est elle suivie de la Noisy-la-Stidia,,.